# NGC 2202
NGC 2202 é um aglomerado aberto na direção da constelação de Orion. O objeto foi descoberto pelo astrônomo Wilhelm Struve em 1825, usando um telescópio refrator com abertura de 9,5 polegadas. 